# Марсельське вбивство
Марсельське вбивство (серб. Марсељски атентат) було здійснено 9 жовтня 1934 року в Марселі, Франція. Це одне з найкраще організованих вбивств у 20-му столітті, яке багато в чому спричинило перелом у міжнародних відносинах і ознаменувало початок діяльності, яка стала вступом до Другої світової війни.
Виконавцем замаху був Владо Черноземський, член Внутрішньої македонської революційної організації. Під час нападу загинув король Югославії Олександра I Карагеоргієвича та міністр закордонних справ Франції Луї Барту, а також смертельно було поранено ще чотирьох людей, включаючи самого нападника.
Черноземський покинув Болгарію влітку 1932 року за наказом ВМРО, і його подальше місцезнаходження було невідоме. Ймовірно, відтоді почалася підготовка до вбивства короля. Безпосередніми спільниками терориста ВМРО у виконанні замаху були члени усташської організації Мійо Крал, Іван Раїч і Звонимир Поспішил, а безпосереднім керівником акції був один із лідерів цієї хорватської організації Еуген Кватерник. Останні приготування до вбивства почалися в Швейцарії в кінці вересня 1934 року.
Суд засудив Звонимира Поспішіла, Мійо Краля та Івана Раїча до довічного ув'язнення з примусовими роботами за участь у вбивстві. Заочно також було винесено смертну кару щодо лідерів усташської організації Анте Павелича та Євгена Кватерніка, що мало задовольнити та заспокоїти югославські державно-політичні кола.
Вбивство короля Олександра Карагеоргієвича стало найгучнішим з усіх вбивств, які вчинила ВМРО в період між двома світовими війнами.

## Передумови

### ВМРО та Устаська організація

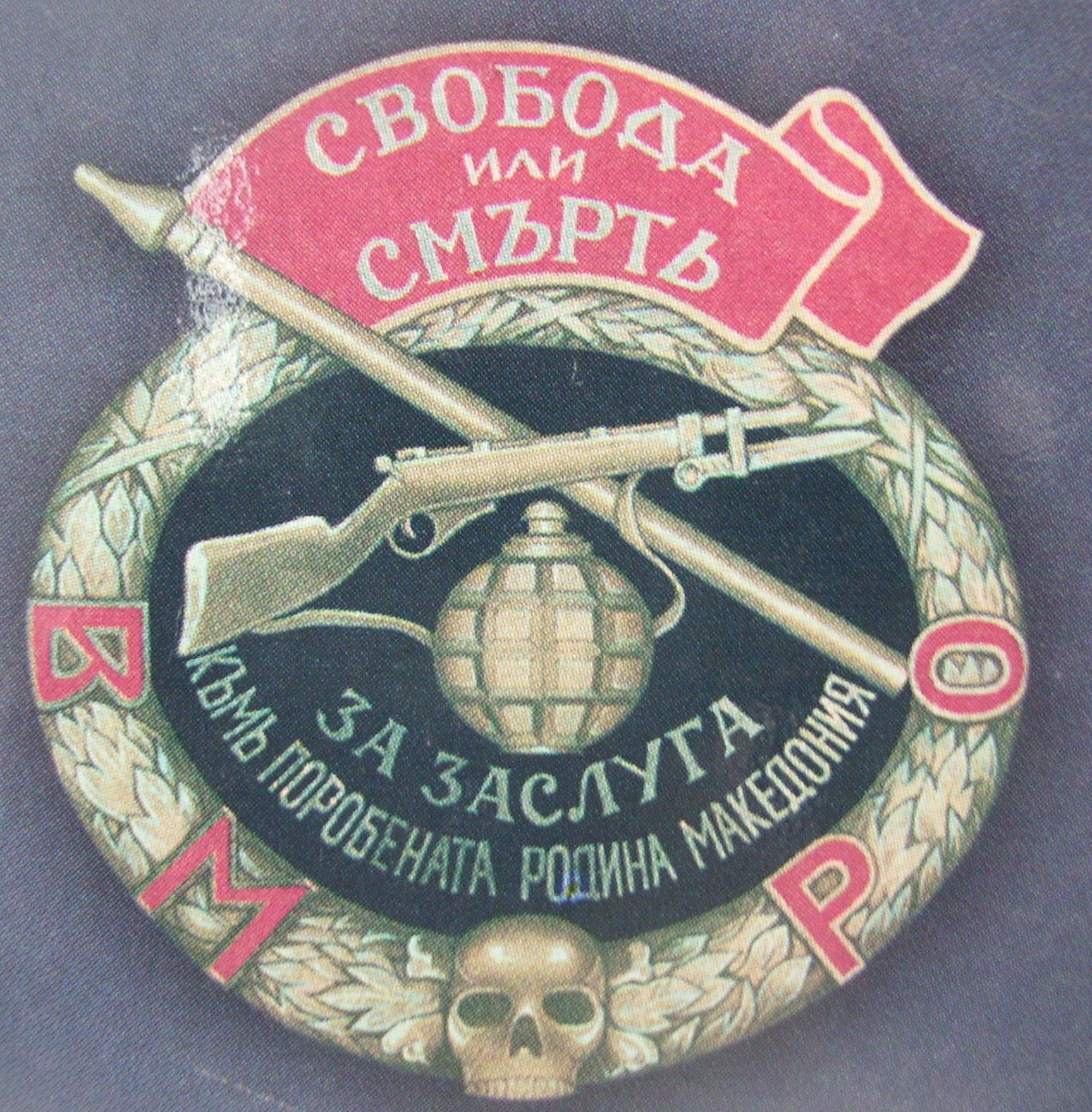
Кокарда ВМРО

U, символ усташів

19 травня 1934 року новий уряд Болгарії на чолі з Кімоном Георгієвим законодавчо заборонив існування ВМРО Івана Михайлова, після чого вся її організаційна мережа на території Болгарії була розпущена. Більшість її членів були заарештовані болгарською владою, а Михайлов разом зі своєю дружиною Менчою Карнічевою та своїм соратником Петаром Ацевом втік з країни до Туреччини. З розпуском ВМРО вважалося, особливо в політичних колах Королівства Югославії, що терористична діяльність цієї організації припиниться, але це не справдилось.
За кілька років до свого розпуску та після нього ВМРО зв'язалася з деякими організаціями та рухами в самій Югославії, що боролися проти її конституційного устрою та за відокремлення територій і утворення незалежних держав.
З цією метою 20 квітня 1929 року, як запрошені гості Національного комітету македонських братств, до Болгарії прибули лідери організації усташів з Хорватії, д-р Анте Павелич і Густав Перчец, і там з керівництвом ВМРО обговорювалася спільна боротьба проти великосербської гегемонії в Королівстві Югославія. Після цієї зустрічі, на якій була прийнята Декларація про створення незалежної Македонії та Хорватії, влада Белграда засудила Павелича та Перчеця до страти і вони змушені були піти у підпілля.

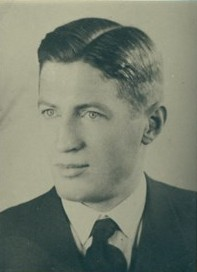
Кирил Дрангов

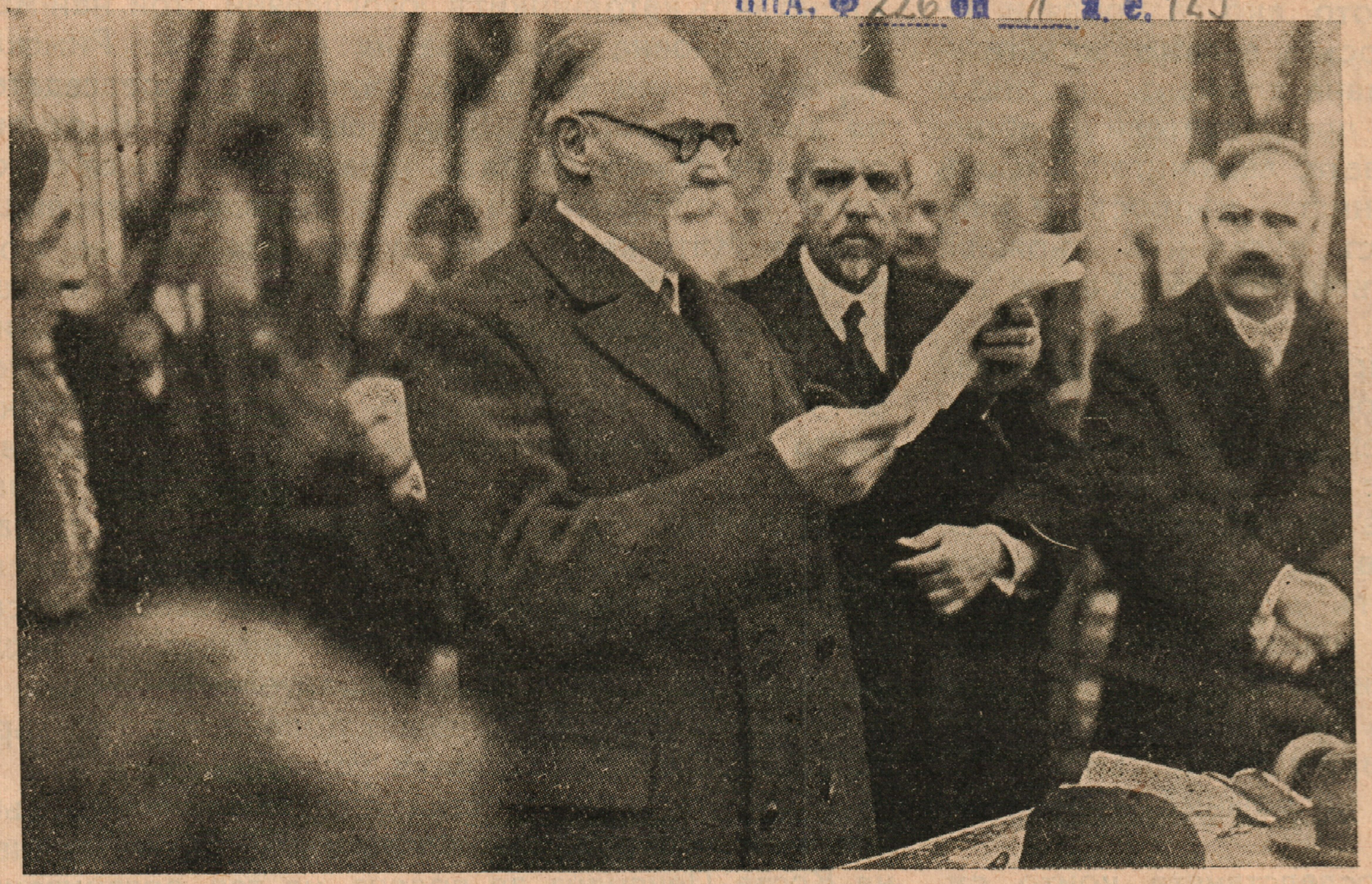
Марко Дошен

Одночасно македонська та хорватська емігрантські організації в Америці досягли згоди про співпрацю для спільної боротьби проти великосербського режиму в Югославії. У Женеві знову відбулася зустріч Анте Павелича та Івана Михайлова, на якій, окрім розмов про продовження співпраці, Павелич запропонував вбити югославського короля Олександра Карагеоргієвича у співпраці з організацією усташів та ВМРО, на що Михайлов висловив стриманість.
У 1930 році за сприяння Анте Павелича в арсенал ВМРО надійшло 1000 автоматичних рушниць, які були закуплені на заводі «Генріх Фольмер». В свою чергу, ВМРО направило в розпорядження спеціаліста з використання та поводження з вибуховими речовинами. Організація Усташів та Кирил Дрангов пішли як інструктори терористів-усташів у їхній тренувальний табір, який був створений в Янка-Пусті в Угорщині в 1931 році. Співпраця між двома організаціями продовжилася тим, що 12 лютого 1933 року в місті Горна Джумая на Великій раді македонської еміграції було висунуте гасло створення незалежної Македонії, а депутат від устаської еміграції Марко Дошен також виступив на підтримку цієї ідеї.

### Міжнародна політична ситуація

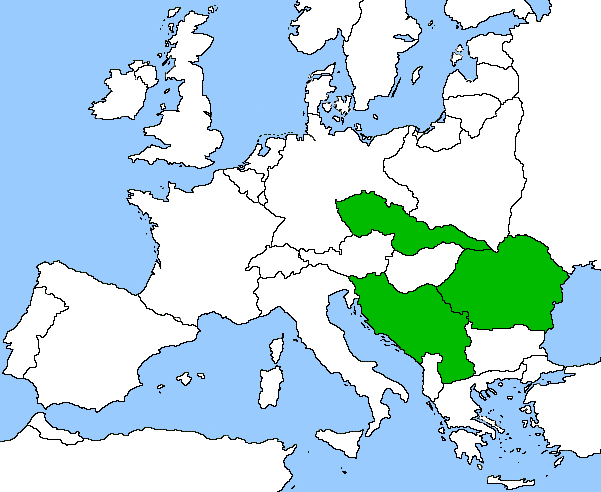
Мала Антанта

Різні європейські держави мали свої власні інтереси і по-своєму хотіли використати ревізіоністські вимоги, спрямовані проти держав і територій Королівства Югославії. Франція, як одна з великих європейських держав, підтримала створення так званої Малої Антанти, до складу якої входили Югославія, Румунія та Чехословаччина, оскільки була зацікавлена у збереженні кордонів Балкан, визначених Версальською мирною конференцією у 1919 році. З таким же наміром Франція також підтримала створення Балканського пакту 9 лютого 1934 року між Югославією, Румунією, Грецією та Туреччиною, головним завданням якого сторони взаємно гарантували непорушність своїх кордонів.
На противагу інтересам Франції щодо незмінності кордонів на Балканах стояли тенденції європейських держав, які вважали, що настав час, коли слід провести нові європейські кордони. Особливо такий інтерес виявляли Німеччина та Італія, де в 20-30-х роках було встановлено фашистський уряд. Апетити Німеччини були особливо великими з приходом до влади Адольфа Гітлера в 1933 році, який був особливо зацікавлений у витісненні французького впливу з Балкан і особливо з Югославії.
Водночас Італія як сусідня з Югославією країна також була зацікавлена у зміні кордонів за рахунок свого сусіда. Територіальні претензії фашистського уряду в Італії були спрямовані на Далмацію, все узбережжя Адріатичного моря, півострів Істрія та Юліанську Країну, а югославсько-італійські інтереси також стикалися щодо Албанії.

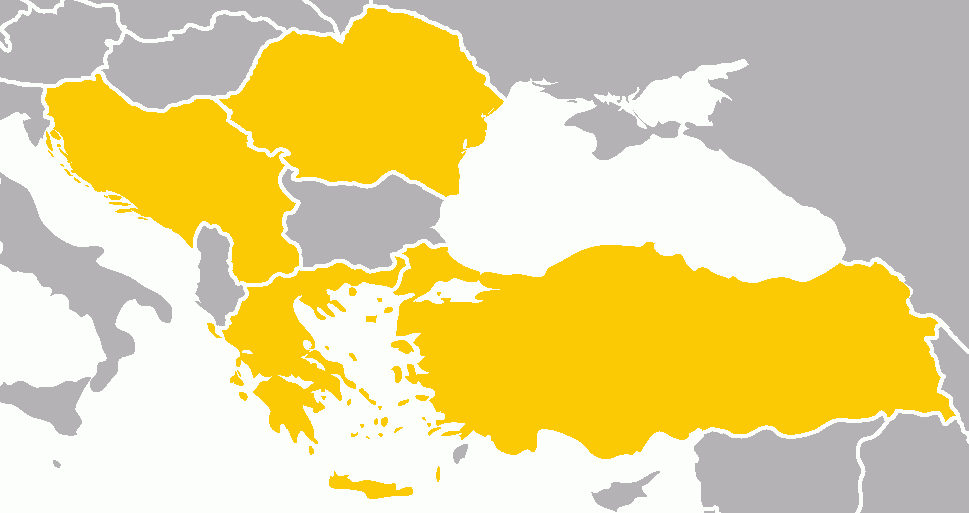
Члени Балканського пакту

Італія, на відміну від Німеччини, намагалася нейтралізувати вплив Франції в Югославії шляхом поліпшення відносин між двома країнами, що спочатку вдалося, але згодом відносини охолонули, оскільки Італія дозволила створити на своїй території тренувальні табори усташів, що боролись проти територіальної цілісності Югославії. Німеччина, зі свого боку, на початку 1934 року зуміла поліпшити відносини з Югославією, що було мотивовано спробами Німеччини розірвати Малу Антанту та Балканський пакт, який був перешкодою для домінування Німеччини на Балканах.
Через це вплив Франції в Югославії знаходився під дедалі більшою загрозою, що призвело до спроб французької дипломатії поновити відносини між Белградом і Парижем.
Ці спроби поліпшити позиції Франції в Югославії змусили Німеччину та Італію, які чинили опір і допомагали організаціям, які боролися проти югославського державного та конституційного ладу, особливо ВМРО та організації усташів, активізувати сили, які б завдали удару таким зусиллям. Такими були міжнародні відносини напередодні оголошеного візиту югославського короля Олександра І до Франції, запланованого на жовтень 1934 року.

## Вбивство

### Підготовка

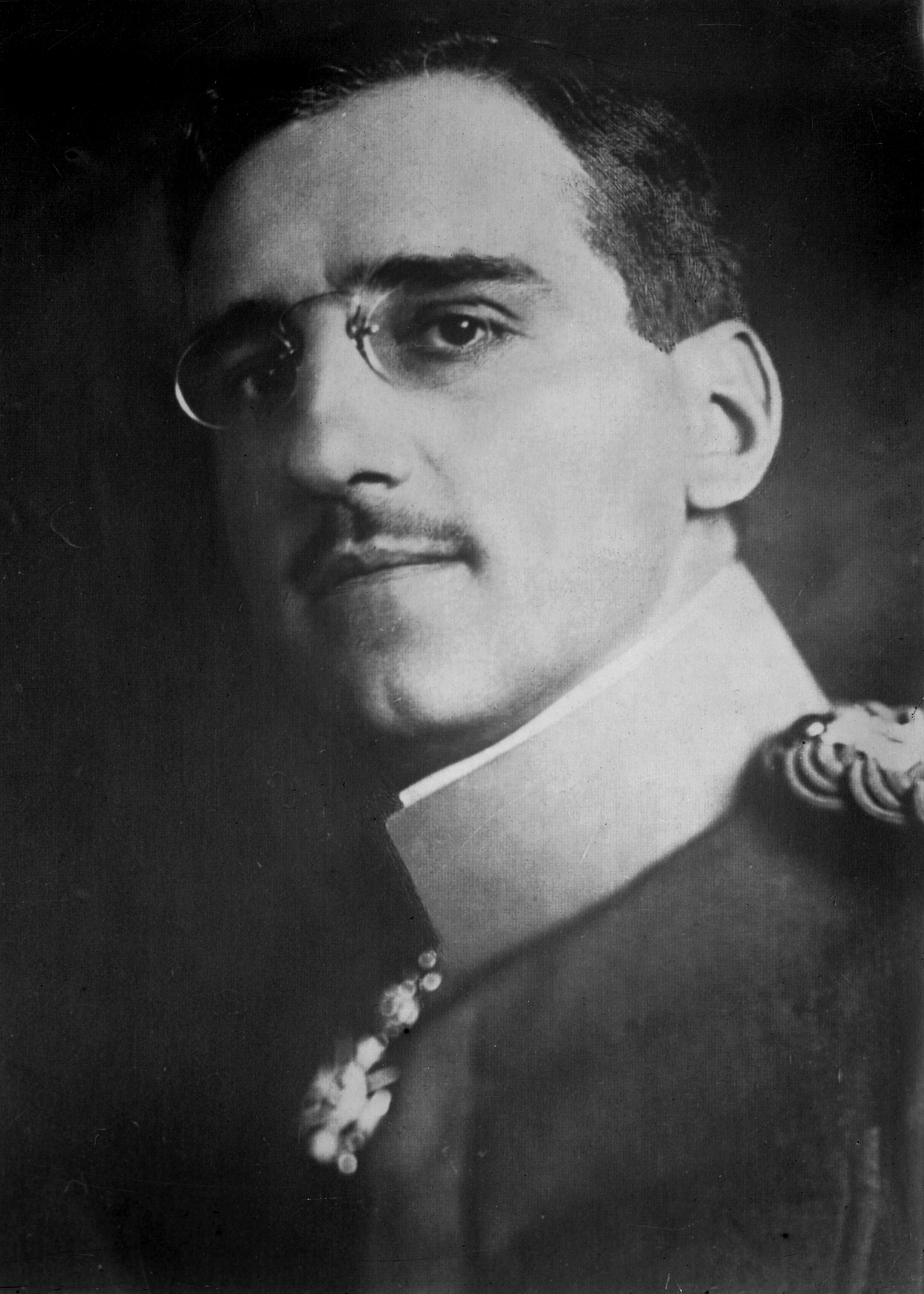
Король Олександр I Карагеоргієвич

Черноземський покинув Болгарію влітку 1932 року за наказом ВМРО, і його місцезнаходження було невідоме. Ймовірно, відтоді почалася підготовка до вбивства короля Олександра.
Відповідно до наклейки, яка була знайдена на його багажі з угорського міста Печ, вважалося, що він перебував на території Угорщини, але в якій частині, точно визначити не вдалося.
Згідно з інформацією, що надійшла з кіл, наближених до ВМРО, Владо Черноземський деякий час перебував в устаському тренувальному таборі для терористів у Янка-Пусті, де був інструктором зі стрільби. Зв'язок хорватської устаської організації з ВМРО підтвердив Анте Павелич, який також зазначив, що табори для підготовки терористів були відкриті в Угорщині, в Янка-Пусті, куди Владо Черноземскі приїхав як інструктор. Павелич зазначив, що такі табори планується відкрити і на території Англії, оскільки терористичні дії спрямовані не тільки проти Югославії та Франції.
Безпосередніми співавторами терориста ВМРО у виконанні замаху були члени організації усташів Мійо Крал, Іван Раїч і Звонимир Поспішіл, тоді як безпосереднім керівником акції був один із керівників цієї хорватської організації Еуген Дідо Кватерник. Останні приготування до вбивства почалися у Швейцарії наприкінці вересня 1934 року, коли група з п'яти осіб зібралася в готелі Saint Gotthard у Цюриху.
Потім група на чолі з Кватерником вирушила до Лозанни, де купила новий одяг для трьох усташів і Черноземського, після чого 29 вересня змовники перепливли на човні Женевське озеро на територію Франції. Тут група розділилася на дві частини, і для ще більшої секретності Кватерник роздав їм нові чехословацькі паспорти.

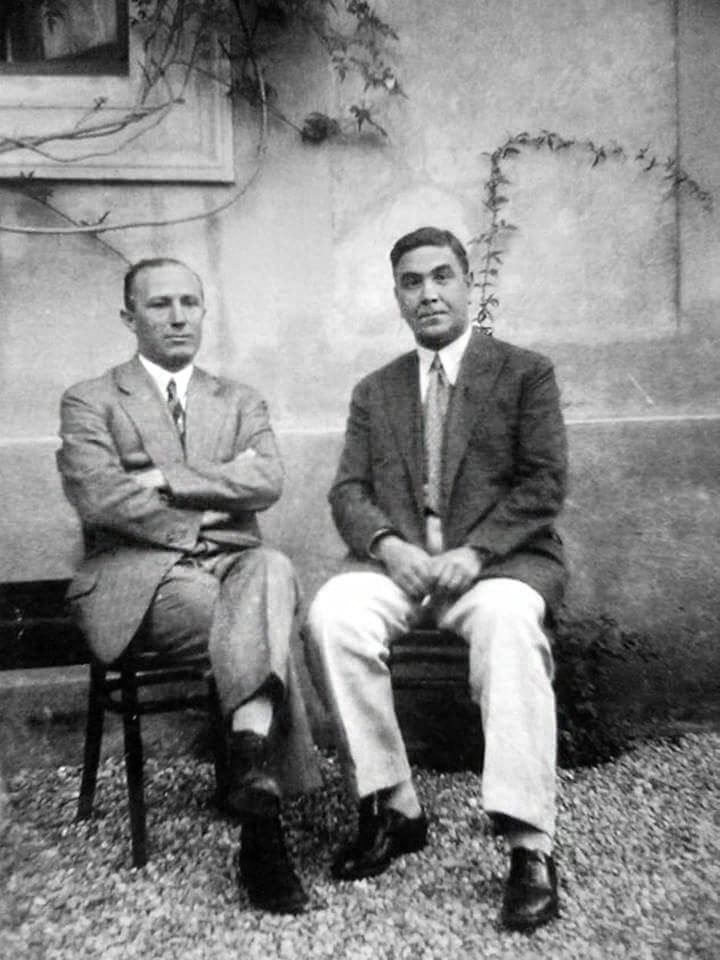
Іван Михайлов і Анте Павелич

У Парижі до змовницької групи приєдналася одна людина, особу якої встановити не вдалося. Кватерник познайомив його з членами групи під ім'ям Петар, і він заселився в готель, де зупинився з чехословацьким паспортом на ім'я Яна Вудрачека, разом зі своєю дружиною Марією Вудрачек. Слідчі дії французької поліції показали, що особі було 45 років і вона добре володіє італійською мовою, на підставі чого були деякі твердження, що це, ймовірно, Анте Павелич. За іншими твердженнями, роль Павелича добре зіграв хорватський усташ Антун Година разом зі своєю дружиною. Деякий час Антун жив у Чикаго, де входив до гангстерської банди Аль Капоне та був спеціалістом із підробки документів.
6 жовтня група з семи осіб знову розділилася, оскільки Звонимир Поспішіл і Раїч отримали наказ виїхати до Версаля, а потім до Парижа, щоб чекати подальших інструкцій, так що після цього вони були повністю ізольовані і нічого не знали про подальший хід дій. З іншого боку, Кватерник разом з Черноземським і Кралем виїхав до Авіньйону, забезпечений револьверами та бомбами та новими чехословацькими паспортами. 7 жовтня вони прибули автобусом до Марселя, де Кватернік надав Георгієву та Кралю компас і карту міста.
8 жовтня особа з псевдонімом Петар (Ян Вудрачек), Кватерник, Георгієв-Черноземський і Крал вивчили маршрут, яким мав їхати король Олександр, і згідно з наказом Черноземський мав убити короля, а Мійо Крал отримав завдання підірвати бомбу в натовпі людей, щоб перший міг втекти. Отримавши останні інструкції, Еуген Кватерник покинув Францію ввечері 8 жовтня і наступного дня благополучно перебував у Швейцарії.
Вранці 9 жовтня, відібравши зброю у подружжя Вудрачек, Георгієв і Крал змішалися з людьми, які зібралися вітати югославського короля. За цей час таємничі Вудрачеки, які фактично були керівниками операції, зникли з міста, як і Кватерник, щоб забезпечити собі алібі після вбивства.

### Офіційний візит короля Олександра до Франції

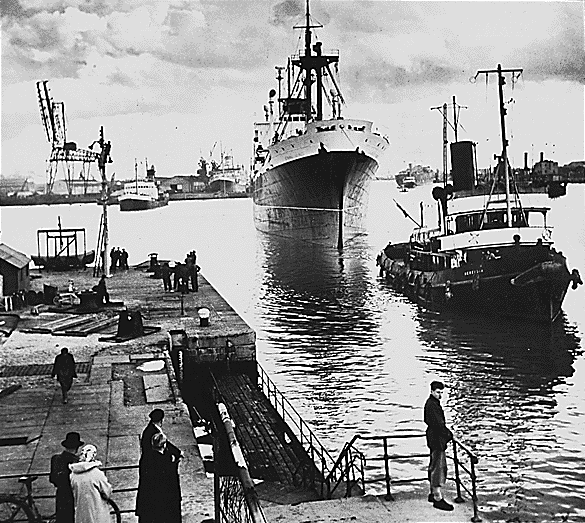
Марсельський порт

У жовтні 1934 року уряд Франції очікував прибуття короля Югославії Олександра І Карагеооргієвича з його першим офіційним візитом до Франції. 9 жовтня до порту міста Марселя прибув теплохід «Дубровник», який привіз високопоставлених гостей з Югославії.
Щоб надати події більшої урочистості, країна-господар подбала про те, щоб югославський пароплав супроводжували французькі військові кораблі, а в момент входу в марсельський порт пролунав салют.
Французька делегація піднялася на палубу югославського пароплава, який зустрічав короля Олександра. Югославського короля, одягненого в адміральський мундир, на березі зустрічав міністр закордонних справ Франції Луї Барту. Після офіційного вітання король Олександр сів у підготовлену для цього машину, поруч із ним сів міністр Барту, на одному з сидінь машини також сів генерал Жорж. В іншій машині їхали югославський міністр закордонних справ Єфтич і французький міністр П'єтрі, а за ними королівська свита та люди, які організовували прийом. Королева Югославії Марія, яка страждала від морської хвороби, поїхала до Франції поїздом.

### Чутки про можливе вбивство

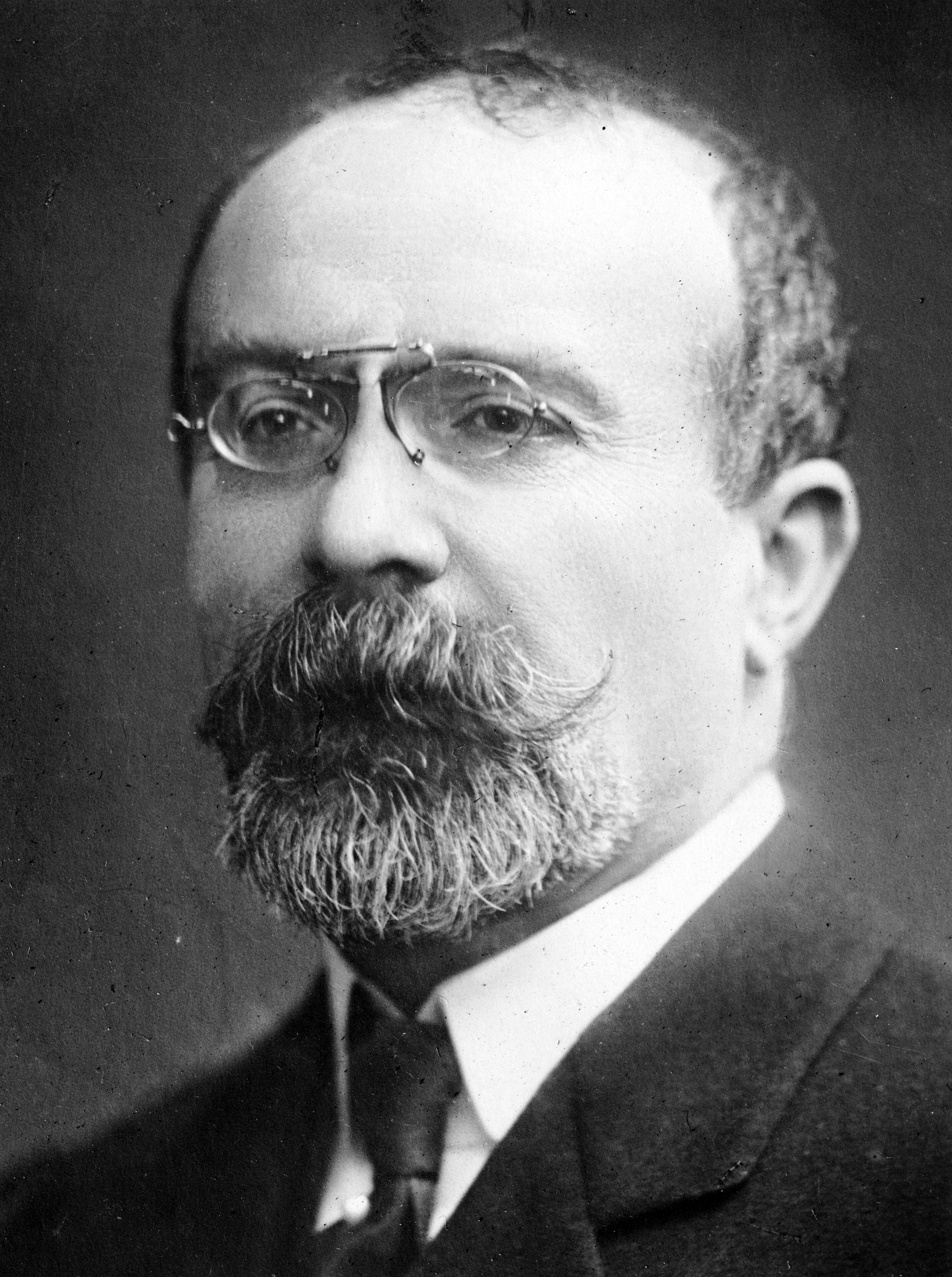
Луї Барту

У цей момент король Олександр був блідий, а обличчя його виглядало виснаженим, що, ймовірно, було результатом плавання. Ще однією причиною такого виразу обличчя став його страх перед можливим замахом.
Цей страх також передавався людям його особистої служби, так що в один момент перед початком подорожі до Франції королівський камердинер Зечекович порадив королю покласти сталеві пластини в кишені свого мундира, які б захистили його від кулі в разі вбивства. Поширені в Парижі чутки про можливе вбивство високопоставленого гостя з Югославії сприяли підвищенню напруги не лише серед гостей, але й серед господарів, зокрема міністра закордонних справ Франції Барту. Служба державної безпеки Франції отримала анонімний лист за кілька днів до візиту про те, що югославського короля буде вбито у Франції.
Припущення про можливе вбивство підігріли статті в паризьких газетах «Парі-міді» і «Парі-суар», які в день візиту писали, що проти югославського короля готується замах терористичними організаціями хорватської еміграції. .
Проте більшість відповідних чинників безпеки у Франції не сприймали ці загрози всерйоз, оскільки до того часу жодне із запланованих вбивств державного діяча чи політичного діяча країни не вдалось.

### Безпека
Генерал Димитриєвич, який був міністром королівського двору, мав найбільше зауважень щодо безпеки в місті Марсель. Він був негативно здивований недостатніми заходами безпеки, вжитими французькою поліцією.
Охорона міста Марселя була покладена на місцеву поліцію, і заходи, які вона вживала, зводилися до охорони лише вулиці, де мала проходити процесія, і таким чином, що поліцейські були розміщені на відстані десяти кроків, спиною до зібраних людей. Димитриєвича також здивувала інформація про те, що загін мотоциклістів, який мав охороняти ходу для більшої безпеки, не приїхав.
Замість них єдиною охороною залишили двох кавалерійських офіцерів, які їхали збоку і кілька кроків попереду процесії. Недоліки в охороні короля Олександра були помітні і в автомобілі, в якому він їхав.
Автомобіль не був броньований, на ньому були великі платформи, придатні для використання можливими вбивцями, і, нарешті, рухомий дах був відкритий, завдяки гарній погоді, що створювало ще більше можливостей для потенційних стрільців.

### Напад

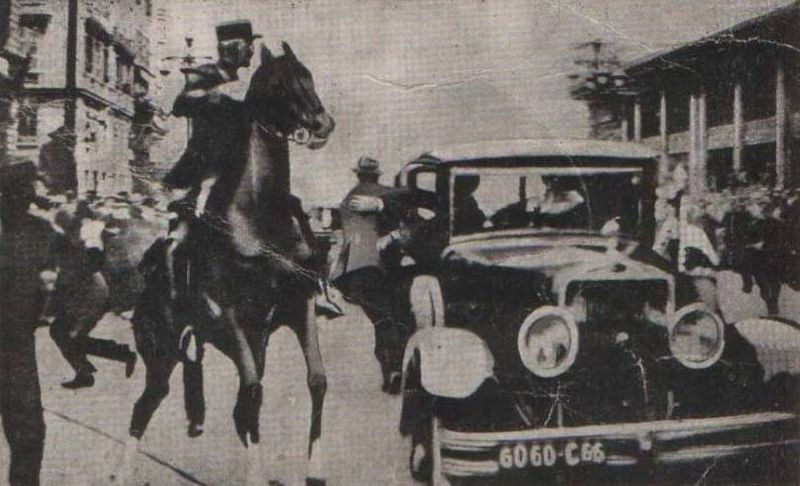
Кадр, знятий Жоржем Межа у перші секунди після пострілів: видно як шофер Фуссак тягне убік вбивцю, а до машини біжить міністр Євтич.

Візит розпочався з повільного руху процесії посеред натовпу, що зустрічав високопоставленого гостя. Автомобілі рухалися зі швидкістю близько 4 км на годину, замість визначених протоколом 20 км на годину, які практикували під час їзди кожного правителя. Поведінка людей у натовпі була спокійною і не було жодних ознак того, що ось-ось щось станеться. Кортеж машин рухався серединою вулиці між трамвайними коліями. Ситуація свідчила про невиправданість критичних моментів і побоювань щодо вбивства.
Годинник показував 4:20 пополудні, і колона автомобілів вже стояла перед будівлею фондової біржі в місті, коли з натовпу вибіг чоловік. Полковник Піоле, один з охоронців процесії, в цей момент спробував розвернути коня, щоб повернутися назад і захистити машину, в якій був король Олександр, від таємничого нападника.

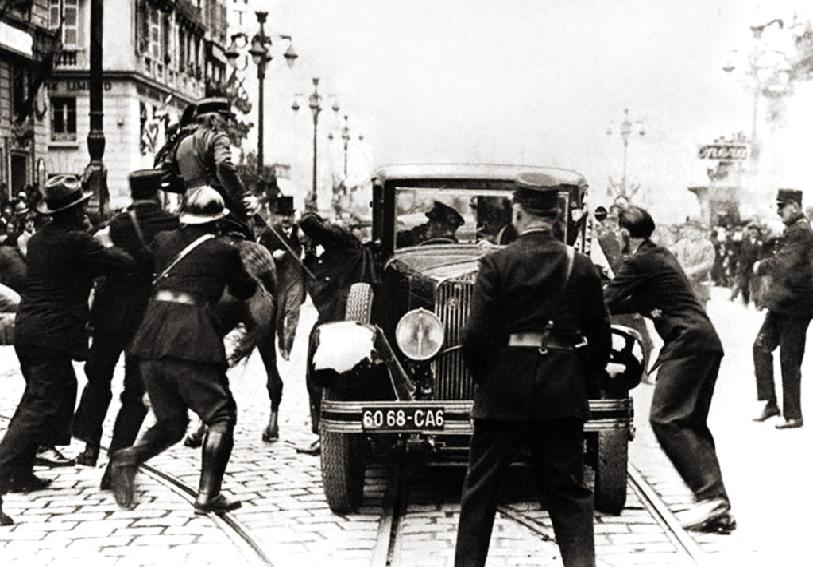
Момент, коли полковник Піоле рубає шаблею Чорноземського після вбивства короля.

Однак нападник виявився швидшим за нього і зумів піднятися на платформу королівського автомобіля й опинитися прямо перед самим королем. Далі події відбувалися з великою швидкістю. Вбивця дістав револьвер і випустив дві кулі в груди короля, який упав на сидіння, весь у крові. Наступний постріл потрапив у руку міністру закордонних справ Франції Луї Барту. Револьверні постріли налякали водія Фуассака, який зупинив машину, а генерал Жорж, який сидів перед королем Олександром, намагався зупинити вбивцю, але був вражений револьверними пострілами, двома в груди і по одному в кожну руку.
Тоді полковнику Піоле вдалося приборкати свого коня і повернути його до вбивці, якому він завдав два удари шаблею, а в той же час інші поліцейські почали стріляти в нього. У загальній стрілянині, що почалася, було вбито кількох людей із натовпу, що зібрався вітати югославського короля.
Поліції вдалося впіймати людину, яка прямувала до царського автомобіля, і за підозрою, що він є вбивцею короля Олександра. У відділку над ним застосовували фізичні знущання, але врешті з'ясувалося, що затриманий хотів надати першу допомогу пораненим, після чого його відпустили.
Після тих драматичних подій було встановлено, що король Олександр помер від поранень. За кілька хвилин до смерті короля, за словами міністра Єфтича, його останні слова були: «Збережіть мені Югославію», що малоймовірно і мало більше пропагандистське значення, оскільки велика ймовірність того, що король помер одразу після вбивства.
Вбивство югославського короля стало фатальним і для міністра закордонних справ Франції Луї Барту. Його вогнепальне поранення в передпліччя не загрожувало життю, але через непрофесійне накладання пов'язки на рану виникла сильна кровотеча, через яку французький міністр втратив свідомість. У лікарні, куди його привезли разом з пораненим терористом, Барту зробили хірургічне втручання, але його ослаблене серце не витримало цих зусиль, тому він помер, не приходячи до тями. Балістична експертиза кулі, що поранила міністра, була проведена ще 1935 року, але її результати були оприлюднені лише 1974 року. З'ясувалося, що поранення було завдано не 7,62-міліметровою кулею маузера 1895 Владо Чорноземського, а 8-міліметровою кулею револьвера моделі 1892, яку використовували поліцейські.

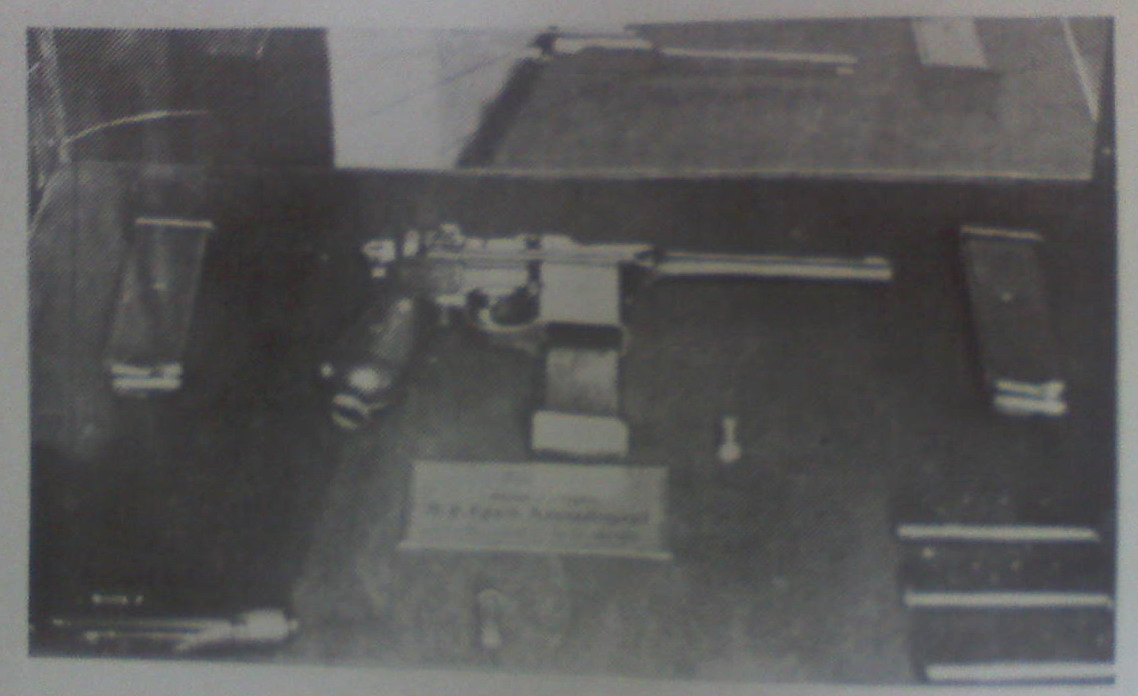
Автоматичний пістолет «Маузер», з якого було скоєно вбивство

Поранений генерал Жорж, незважаючи на важкі вогнепальні поранення, успішно одужав після п'яти місяців лікування і прожив до 1951 року, тоді як офіцер поліції Галі, який також був поранений, помер через кілька місяців. У тяжкому стані до лікарні був доставлений і вбивця, який близько 8 години вечора, не приходячи до тями, помер від отриманих травм.

### Вбивця

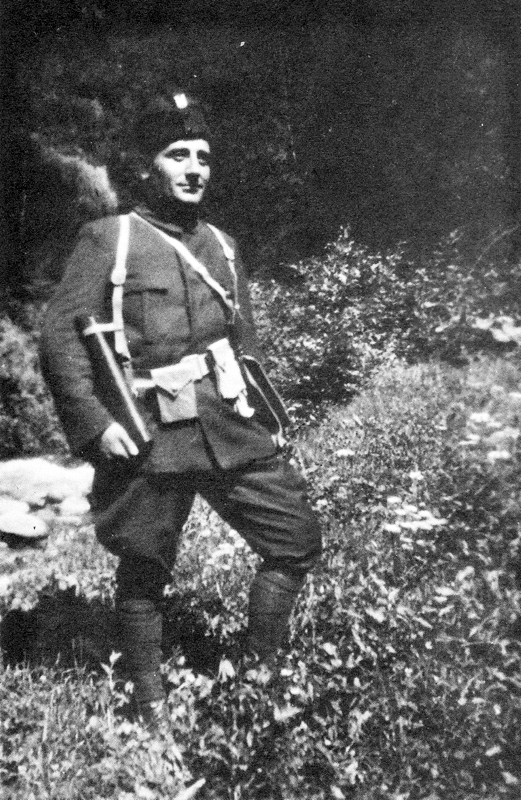
Владо Черноземський у формі усташів

Вбивцею югославського короля Олександра Караджорджєвича був Владо Георгієв-Черноземський, який у колах ВМРО, звідки він походив, був відомий під прізвиськом Владо водій. Насправді справжнє прізвище терориста було Величко Димитров-Керін. Однак Владо Черноземський був призначений керівництвом ВМРО виконувати це складне завдання завдяки його мужності та великій кількості вбивств, які він раніше успішно здійснив завдяки своїй майстерності поводження зі зброєю.
Під час огляду особистих речей убивці поліція знайшла чехословацький паспорт на ім'я Петера Келемана, а також револьвери марок «Маузер» і «Вальтер» і бомбу в його одязі. Під час розтину на правій руці виявили татуювання з ініціалами ВМРО, черепом, схрещеними кістками та гаслом «Свобода або смерть». Вбивцю поховали 12 жовтня на кладовищі Марселя, його могилу не вшанували.
Під час розтину тіла вбивці, ймовірно, була знайдена куля, яку, як вважають, випустив його спільник з руху усташів Мійо Крал. Це було організовано
перед вбивством, щоб він нічого не говорив про свої плани, якщо його спіймає французька влада. Смерть убивці настала від тієї кулі, не маючи змоги проковтнути отруйну ампулу, яка була в нього в роті і яку він також зберігав, щоб його не спіймали живим після вбивства.
Після цього вбивства багато македонців, албанців, хорватів і противників монархії вважали Черноземського героєм, який виступив проти тиранії.

### Інші учасники замаху

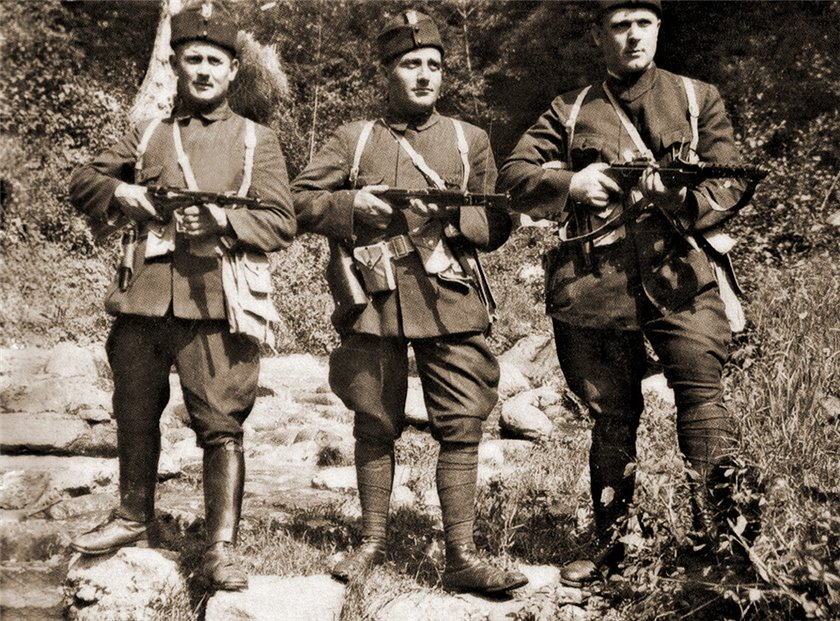
Мійо Бабич, Владо Черноземський та Звонимир Поспішіл у таборі Янка-Пуста в Угорщині на початку 1930-х років.

Організатори вбивства, ймовірно, свідомо не планували безпечного виведення безпосередніх виконавців убивства короля Олександра, щоб усунути небезпеку розкриття виконавців шляхом їх ліквідації.
У критичні хвилини перед негайними діями Мійо Крал, який мав допомогти Черноземському, дедалі більше нервував і вагався щодо успішного результату вбивства. На пропозицію відмовитися від наміру вбити короля холоднокровний Владо Георгієв відповів хорватському усташу, що вб'є і його, якщо той не піде за ним, що пізніше підтвердив сам Крал на суді.
У той момент, коли увагу було прикуто до автомобіля короля Олександра, його супутник Крал скористався натовпом людей і покинув місце події. Він намагався втекти, але через незнання французької мови поліція запідозрила його і Мійо був спійманий французькою владою біля села Мелон.
У той час інші два усташі, Поспішил і Раїч, перебували в Парижі і дізналися про вбивство з вечірніх газет, які повідомляли про марсельське вбивство. Побачивши, що Кватерник не з'явився в узгодженому місці в Парижі, вони вирішили поїхати до Лозанни в Швейцарії через Евіан.
11 жовтня рано вранці Поспішіла та Раїча заарештували в їхніх готельних номерах у місті Тонон. Після арешту трьох членів організації усташів участь цієї хорватської емігрантської організації у вбивстві короля Олександра стала очевидною. Тоді Франція направила до Італії офіційний запит про арешт лідерів усташів Анте Павелича та Еугена Кватерника.
Під тиском французької дипломатії та Югославії влада Італії погодилася заарештувати лідерів усташів, але єдине, що вони зробили для пролиття світла на вбивство, — це взяли письмові свідчення від обвинувачених. Павелич і Кватерник заперечували будь-який зв'язок із вбивством югославського короля і навіть заперечували, що вони взагалі були членами організації усташів.

## Судовий процес

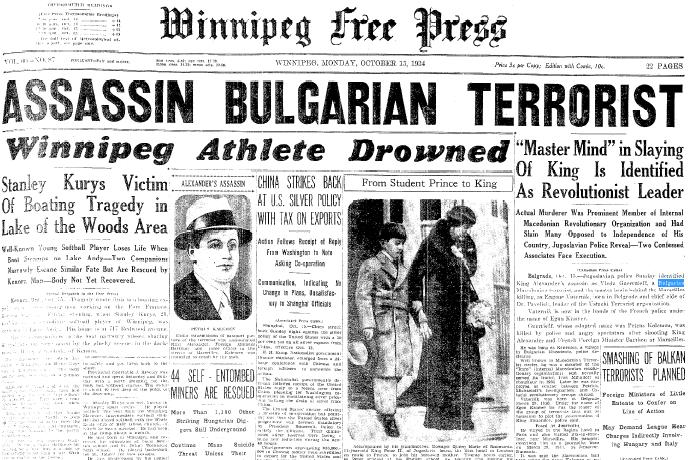
Стаття у Winnipeg Free Press про вбивство короля Олександра.

Відразу після вбивства югославського короля розслідування поліції було спрямоване на виявлення всіх терористичних організацій усташів на території великої кількості європейських країн, тоді як увага розслідуванню участі ВМРО у вбивстві приділялася дуже мало через те, що вони ще не знали справжню особу вбивці.
У судовому процесі проти заарештованих трьох учасників планування марсельського вбивства їхнім захисником був найнятий адвокат Жорж Десбон, який у політичному житті Франції вважався противником європейських кордонів, встановлених Версальським мирним договором.
Суд розпочався 18 листопада 1935 року у французькому місті Екс-ан-Прованс, і під час його тривалості були вжиті безпрецедентні заходи безпеки. До охорони міста, вулиці та будівлі, де проходив суд, були залучені 600 поліцейських і кілька сотень жандармів, а всі, хто в'їжджав у місто, перебували під суворим контролем через побоювання нових можливих терактів.

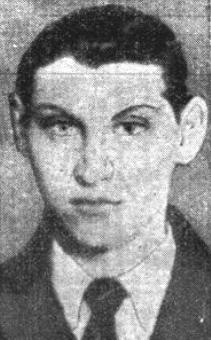
Еуген Кватерник

На другий день судового розгляду справи про вбивство до присяжних надійшов лист, в якому вказувалося, що зброя, використана для вбивства короля, була італійського походження, але після того, як це не було показано адвокатам обвинувачених, після сварки з суддями, він був виведений зі справи і отримав заборону займатися адвокатською діяльністю. Після усунення адвоката Десбона з посади захисника підсудних судовий процес зайшов у глухий кут через спротив трьох підсудних проти того, щоб їх представляв інший адвокат.
Судовий процес продовжився 6 лютого 1936 року в тому ж місті Екс-ан-Прованс під надзвичайною поліцейською охороною. На процес було викликано близько 66 свідків, більшість з яких не з'явилися, але найбільше обурення у захисника викликала відсутність керівника служби безпеки Марселя.
Подальше судове засідання пройшло без істотних змін по відношенню до першої частини процесу, і сторона обвинувачення зосередилася переважно на винесенні смертного вироку трьом присутнім підсудним. Захист намагався довести, що роль підсудних у вбивстві була другорядною, наголошуючи на тому, що двоє з них жодним чином не брали безпосередньої участі в його підготовці.
Після завершення слухання 12 лютого 1936 року суд визнав підсудних Звонимира Поспішила, Мійо Крала та Івана Раїча винними в участі у вбивстві короля Олександра Карагеоргієвича та міністра закордонних справ Франції Луї Барту і засудив їх до довічного ув'язнення з каторжною працею. Заочно також було винесено смертну кару лідеру устаської організації Анте Павеличу та Еугену Кватернику, що мало задовольнити та заспокоїти югославські державно-політичні кола.

## Розслідування

Перша шпальта югославської газети «Політика» від 10 жовтня 1934 року з новинами про вбивство короля Олександра I.

Щодо поліцейського розслідування вбивства короля Олександра, експерти відзначили, що в офіційних документах було багато неточностей. Таким чином, хоча французька поліція мала відомості та докази того, що походження бомб, знайдених у Владо Черноземського, було з італійської фабрики в Мілані, а револьвери, знайдені у вбивці, були придбані через італійську фірму з Німеччини в 1932 році, це не обговорювалося в судовому порядку. Таким чином вдалося уникнути питання про можливу причетність Італії до вбивства.
Друга річ, яка також була пропущена під час розслідування, свідомо чи несвідомо, це незрозуміла поведінка французької влади щодо неадекватних заходів, вжитих для організації безпеки югославського короля. Здивувало те, що в останній момент був даний наказ вивести моторизований загін, який мав посилено охороняти гостя з Югославії.
Наказ був відданий структурами французької таємної поліції, а точніше комісаром Сістероном, який ніколи не доповідав своєму начальству про причини цього. За всіх цих обставин найбільшою завісою таємниці було припущення про те, чиї накази та вказівки виконував Сістерон, тобто хто з начальства наказав йому відкликати моторизований взвод із забезпечення королівської процесії. Ймовірно, не виключено, що деякі кола в Італії та Німеччині, які володіють величезними фінансовими ресурсами, підкупили деяких людей у державній безпеці Франції, на що також вказував той факт, що під час розслідування було вирішено питання про те, звідки терористи знали про програму перебування короля Олександра та заходи його безпеки, що становило державну таємницю, взагалі не піднімалося.
Також важливою справою, яка залишилася поза увагою під час поліцейського слідства, було питання про участь ВМРО в підготовці та виконанні вбивства. Її роль у цьому була маргіналізована слідчими органами, що було абсолютно неправильно, через те, що ця організація дала безпосереднього виконавця вбивства, а в попередні роки відіграла величезну роль у підготовці членів устаської організації до терористичної діяльності.
Особи таємничої подружньої пари Вудрачеків, командирів і головних керівників акції, також залишилися в таємниці. Найпоширенішими припущеннями щодо їх особи, особливо Петара Вудрачека, було те, що за ним ховався лідер устаського руху Анте Павелич. Є інше припущення, що таємничий Петар Вудрачек також міг бути Іваном Михайловим, лідером розпущеної ВМРО, і що його присутність у Стамбулі під час замаху була лише алібі, щоб відвернути увагу від його можливої участі в цих подіях. На користь цього припущення свідчить неймовірна точність, з якою Михайлов передбачив убивство, що свідчить про те, що він був дуже добре обізнаний з планами його страти.

## Тевтонський меч

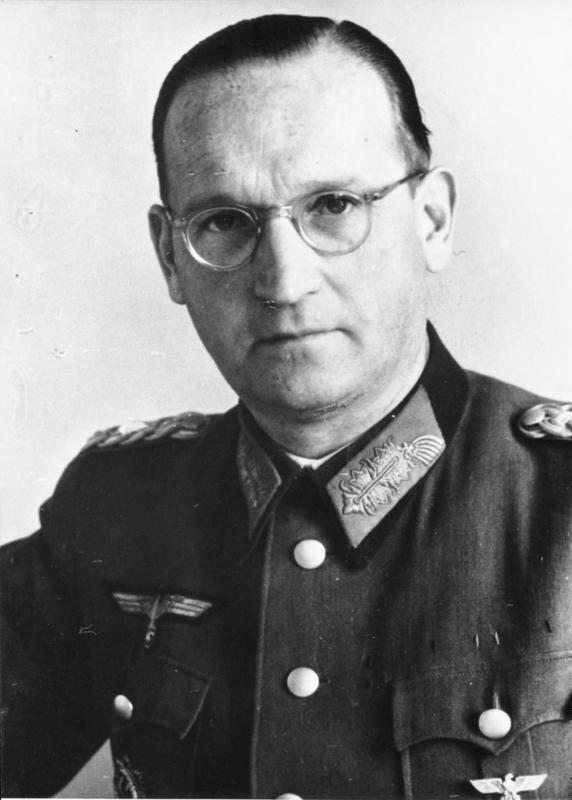
Ганс Шпайдель

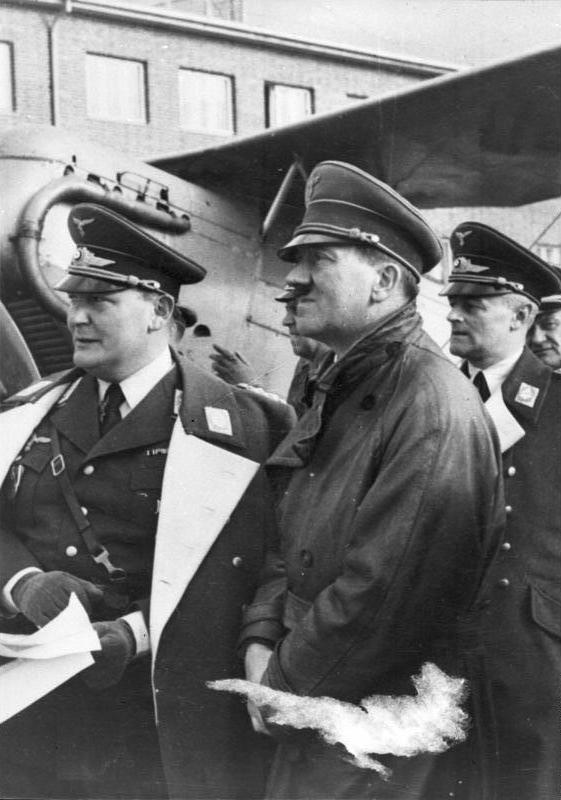
Герінг і Гітлер у 1935 році

Деякі докази та ознаки вказують на те, що вбивство югославського короля Олександра було ретельно підготовлене та сплановане керівництвом нацистської Німеччини і що таємна операція отримала назву «Тевтонський меч» .
Мозком операції були лідери Третього Рейху Гітлер, Гіммлер і Герінг, а генерал Ганс Шпайдель був призначений безпосереднім керівником операції, про що свідчать листи, надіслані йому Герінгом і головою німецької секретної служби. Незважаючи на свою причетність до вбивства, Шпайдель продовжив генеральську кар'єру навіть після краху нацистської Німеччини, але вже тоді як генерал новоствореної військово-політичної організації — НАТО.
Про контакти устаської організації та ВМРО з Нацистською Німеччиною в період до вбивства югославського короля свідчив також лідер хорватських усташів Анте Павелич, який не приховував, що мав зустрічі з Генріхом Гіммлером, ключовою фігурою у Третьому райху того часу, коли вони, ймовірно, визначали плани майбутнього вбивства.

## Наслідки
Смерть короля Олександра сколихнула всю югославську громадськість. Громадяни Белграда дізналися про новини близько 19:30 з іноземних радіостанцій. Оскільки старший син Олександра Петро був неповнолітнім, у королівстві встановилось регентство з трьох осіб і фактичним правителем став князь Павло Карагеоргієвич, який був сином принца Арсена Карагеоргієвича, брата короля Петра I Карагеоргієвича.
Напружену атмосферу, яка панувала, також ілюструє інцидент у гімназії міста Бієліна, який стався через кілька днів після вбивства, 11 жовтня 1934 року, коли весь сьомий і восьмий класи початкової школи були розпущені через антимонархічні настрої і гасла, написані на дошці.
Через кілька років після вбивства в Марселі була створена Бановина Хорватія як автономна територіальна одиниця в складі Королівства Югославії за угодою лідера Хорватської селянської партії Владека Мачека та президента югославського уряду Драгиші Цветковича. Угода Цветковича-Мачека була підписана 26 серпня 1939 року, за кілька днів до початку Другої світової війни.
Про цю подію був знятий фільм «Постріли в Марселі».